# Embia kraussi
Embia kraussi is een insectensoort uit de familie Embiidae, die tot de orde webspinners (Embioptera) behoort. De soort komt voor in Oost-Afrika.
Embia kraussi is voor het eerst wetenschappelijk beschreven door Enderlein in 1912.